# The Man From MI.5
The Man From MI.5 is, volgens de originele uitzending, de zeventiende aflevering van Thunderbirds, de Supermarionationtelevisieserie van Gerry Anderson. De aflevering werd voor het eerst uitgezonden op ATV Midlands op 20 januari 1966.
De aflevering was echter de 20e die geproduceerd werd. Derhalve wordt de aflevering tegenwoordig vaak als 20e aflevering in de serie uitgezonden.

## Verhaal
Op een nacht klimt een duiker, Carl, net voor de kust van een Frans havenplaatsje aan boord van een jacht. Hij schiet de kapitein, Blacker, neer en doorzoekt de lades van de cabine. Hij vindt een kokertje dat blijkbaar hetgeen is wat hij zoekt. Met het kokertje bij zich duikt hij weer het water in en laat een bom achter. Kort nadat hij is weggezwommen, gaat de bom af en zinkt het schip. Net op dat moment naderen twee MI5-agenten, Bondson en Tidman, het jacht met een andere boot. Ze zien het jacht voor hun ogen zinken. Bondson duikt naar het wrak. Daar vindt hij enkel Blackers lichaam en hij constateert dat het kokertje weg is.
Later roept Bondson International Rescue op voor hulp. Jeff Tracy twijfelt eerst aangezien IR een reddingsbrigade is en geen politiekorps. Hij besluit Lady Penelope te sturen om contact op te nemen met Bondson. Zij en Parker reizen met de Fireflash naar Frankrijk. Penelope belt Bondson en vertelt hem om middernacht naar het Bos van Digne te komen. Daar zoekt ze hem op, onder dreiging van een revolver zodat hij zich niet omdraait en haar gezicht ziet. Bondson verklaart dat het kokertje dat is gestolen van het jacht geheime documenten bevatte over een nucleair apparaat. Bondson zou het die avond komen halen. Nu het in verkeerde handen is gevallen is de hele wereld in gevaar. Penelope vertrekt met de informatie, maar onthult nog niet of International Rescue akkoord gaat om te helpen of niet.
De volgende ochtend maakt Penelope op haar eigen jacht, FAB 2, een plan. Ze neemt het pseudoniem aan van Gale Williams. Vervolgens laat ze Parker een bericht plaatsen in de lokale krant dat een zekere "Miss Williams", een model, achter de moordenaars van Blacker aan zal gaan. Om er zeker van te zijn dat de daders zullen reageren plaatst ze in het bericht ook enkele details omtrent de moord die ze van Bondson heeft gekregen (zoals hoe vaak Blacker werd geraakt en met welk type kogel). Haar plan werkt. Carl leest het bericht en gaat meteen naar een duikboot die op de bodem van de haven ligt. Daar meldt hij zijn collega’s Ritter en een niet bij naam genoemde man dat hij Williams zal uitschakelen.
Die avond geeft Penelope Parker een avondje vrij. Hij besluit de casino’s van Monte Carlo te bezoeken. Nadat hij is vertrokken komt Carl aan boord van FAB 2 en dwingt Penelope onder bedreiging van een pistool met hem mee te komen. Hij neemt haar mee naar een verlaten boothuis. Daar vertelt hij haar zijn plan. Hun duikboot, die nu op de bodem van de haven ligt, kan niet weg omdat de politieboot die in de haven patrouilleert hen dan zal opmerken via zijn sonar. Hij heeft echter een bom in het boothuis geplaatst, die hij zal ontsteken zodra de politieboot langs vaart. De explosie zal de agenten afleiden, waarna Carl en zijn collega’s ongezien kunnen ontsnappen met de gestolen documenten.
Carl staat toe dat Penelope nog even haar gezicht opmaakt. Maar zonder dat hij het weet gebruikt Penelope de camera in haar poederdoos en een gebarentaal (bestaande uit handelingen die doen lijken alsof ze gewoon haar gezicht opmaakt) om International Rescue te waarschuwen. Helaas slaat Carl de poederdoos uit haar handen voor ze genoeg informatie kan geven. Hij bindt Penelope vervolgens vast aan een stoel en laat haar achter met de bom.
Penelope slaagt erin om haar poederdoos te bereiken en Jeff voldoende informatie te geven. Die stuurt Scott in Thunderbird 1 en Virgil en Gordon in Thunderbird 2 naar Frankrijk. Met nog een uur te gaan begint Scott bij aankomst te zoeken naar de duikboot met de somar van Thunderbird 1. Gordon lanceert Thunderbird 4 en vindt de duikboot. Hij boort een gat in de romp en schakelt de inzittenden uit met slaapgas voordat ze de bom kunnen laten afgaan. De patrouilleboot vaart langs zonder iets te merken. Scott gaat het boothuis in en bevrijdt Penelope. Ondertussen dringt Gordon de duikboot binnen, en vindt het kokertje met de gestolen documenten.
De volgende nacht laat Penelope de koker achter in een boom zodat Bondson hem kan ophalen. Wanneer ze in FAB 1 wegrijden, bekent Parker dat hij zich een beetje mee liet slepen in het casino en derhalve per ongeluk Penelopes jacht heeft vergokt.

## Rolverdeling

### Reguliere stemacteurs
- Jeff Tracy — Peter Dyneley
- Scott Tracy — Shane Rimmer
- Virgil Tracy — David Holliday
- Alan Tracy — Matt Zimmerman
- Gordon Tracy — David Graham
- John Tracy — Ray Barrett
- Oma Tracy — Christine Finn
- Brains — David Graham
- Tin-Tin — Christine Finn
- Lady Penelope Creighton-Ward — Sylvia Anderson
- Aloysius Parker — David Graham

### Gastrollen
- Carl — David Graham
- Bondson — Ray Barrett
- Tidman — David Graham
- Fireflash-stewardess — Sylvia Anderson
- Ritter — Ray Barrett
- Naamloze crimineel — Matt Zimmerman

## Machine
De machines en voertuigen in deze aflevering zijn.
- Thunderbird 1
- Thunderbird 2 (met capsule 4)
- Thunderbird 4
- Thunderbird 5
- FAB1
- FAB2
- Fireflash

## Fouten
- Bondson vertelt Tidman en Lady Penelope dat Blacker 5 keer werd getroffen. In werkelijkheid schoot Carl zes keer aan het begin van de aflevering.

## Trivia
- Penelope draagt in deze aflevering de grote oranje hoed die ze in het introfilmpje ook altijd opheeft.
- Brains test een model van een nieuwe duikboot in het zwembad van Tracy Eiland. Deze duikboot lijkt sterk op The Hoods 3E-duikboot uit Desperate Intruder.
- Dit is de enige aflevering waarin Thunderbird 2 vlak boven het water gaat zweven om de kist met Thunderbird 4 erin los te laten. Normaal laat hij hem gewoon vallen.
- The Man from MI.5 is de eerste aflevering waarin de lancering van Thunderbird 4 ook van binnenin de capsule te zien is.
- Deze aflevering, en vooral het personage Bondson, was een poging van het productieteam om de populaire James Bond-films na te maken. De aflevering werd gemaakt in 1965, kort voor de uitkomst van de vierde officiële James Bondfilm Thunderball.
- Bondson heeft een gastoptreden in deel 44 van Lady Penelope Comic in 1966.
- The Man from MI.5 werd door Alan Fennell en Jon Haward omgezet tot strip voor deel 24-26 van Thunderbirds: The Comic in 1992.